# Maria Waldeck-Pyrmont
Maria Waldeck-Pyrmont (ur. 23 maja 1857 w Bad Arolsen, zm. 30 kwietnia 1882 w Ludwigsburgu) – księżniczka Waldeck-Pyrmont, księżna Wirtembergii.

## Życiorys

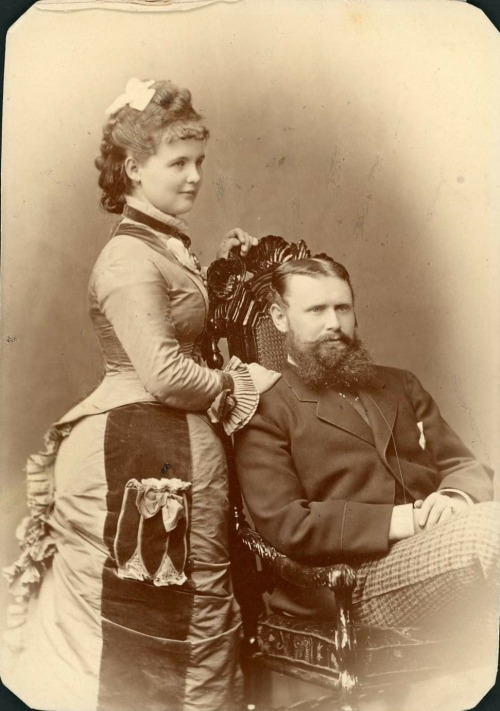
Maria Waldeck-Pyrmont z mężem

Maria urodziła się w Bad Arolsen w niemieckim księstwie Waldeck-Pyrmont. Jej rodzicami byli Jerzy Wiktor, książę Waldeck-Pyrmont, i jego żona Helena Nassau-Weilburg, przyrodnia siostra Adolfa, wielkiego księcia Luksemburga. Młodszy brat Marii, Fryderyk był ostatnim panującym księciem Waldeck-Pyrmont. Młodsza siostra Marii, Emma wyszła za mąż za Wilhelma III Holenderskiego i została królową Holandii. Druga młodsza siostra, Helena została żoną Leopolda, księcia Albany, najmłodszego syna królowej Wiktorii.
15 lutego 1877 roku w Arolsen Maria wyszła za mąż za Wilhelma, przyszłego króla Wirtembergii. Para miała trójkę dzieci:
- Paulina Olga (19 grudnia 1877 – 7 maja 1965), żona księcia Fryderyka Wied (1872–1945);
- Ulrich (28 lipca 1880 – 28 grudnia 1880);
- córka (24 kwietnia 1882).

Maria zmarła w Stuttgarcie, w wyniku komplikacji podczas porodu jej trzeciego dziecka.